# روبرت بيدن باول
روبرت بيدن باول هو سياسي كندي، ولد في 24 مايو 1901 في Westport, Nova Scotia ‏ في كندا، وتوفي في 2 سبتمبر 1976 في Plympton, Nova Scotia ‏ في كندا. نشط حزبياً في جمعية المحافظين التقدمية لنوفا سكوشا.